# スポーツイニシエーションスクール
スポーツイニシエーションスクールはハバナにあるスポーツに能力のある少年少女を育成するための専門学校。キューバが国際大会で結果を出すために彼らの方法でアスリートのトレーニングと準備を行う。前身は1965年のローカルセンター。スポーツの研究と訓練を行っている。フィデル・カストロにより1977年に設立される。Escuela de Iniciación Deportiva Escolarの頭文字をとってエイド（EIDE)ともいう。なお、スポーツイニシエーションスクールはキューバ各地にある。ここの系列校の出身者を日本のマスコミでは「○○高校卒業」とすることが多いが、９歳前後から入学し、留年もあるため、小学校高学年から中学生が日本の教育では相当する。１６歳から１９歳にかけては、上級校にあたる体育向上高等高校（ＥＳＰＡ）に進学する。
卒業生としてはオマール・リナレスが有名である。また、巨人のエクトル・メンドーサもこの系列の一つであるEIDE Fladio Álvarez Galánを、そしてホセ・ガルシアも系列の陸上競技者養成のThe Marina Samuel Noble Sport Initiation Schoolを卒業している。